# 찬드라 쿠마리 구룽
찬드라 쿠마리 구룽(Chandra Kumari Gurung, 1956년 ~ )은 한국어를 못한다는 이유로 한국인 정신병자로 오인받아 대한민국에서 6년 4개월 동안 정신병원에 갇혔던 네팔 태생의 여자 노동자이다.

## 사건 개요
찬드라는 원래 네팔 간다키 구에서 살다가 돈을 벌기 위해 1992년 대한민국으로 왔다. 단기 비자를 받고 합법적으로 대한민국에 입국하여 서울특별시 광진구의 한 섬유공장에서 미싱 보조기사로 일하고 있었다.
1993년 11월, 동네 분식점에서 라면을 먹은 찬드라는 식사를 마친 후에야 지갑을 가져오지 않았다는 사실을 깨달았다. 한국어가 서투른 탓에 주인에게 자신의 생각을 제대로 전달하지 못했고, 주인은 찬드라가 무전취식을 했다고 경찰에 신고했다. 신고를 받고 출동한 경찰은 찬드라가 행색이 초라하고 한국인과 비슷하게 생겼기 때문에 단순 행려자로 오인했다. 결국 찬드라는 하루 만에 동부경찰서에서 청량리 정신병원으로 이송되었다. 당시 찬드라는 36세였으며 합법적으로 체류중인 외국인 이주노동자였다.
청량리 정신병원에서는 찬드라가 네팔 사람이라는 것은 전혀 모른 채, 한국인 행려병자로 생각하고 ‘선미야’라는 이름까지 지었다. 이후 서울시립부녀보호소를 거쳐 용인 정신병원에 감금되었다. 찬드라는 서투른 한국말로 “나는 네팔 사람이다”, “내가 일하던 공장에 가면 네팔 여권과 비자가 있다”며 필사적으로 호소해도 아무도 그녀의 말에 귀를 기울이지 않았으며, 정신이상자로 취급할 뿐이었다. 결국 정신병원에서는 손이 묶이고 강제로 약물을 투여받는 등 고통스러운 나날을 6년 4개월이나 보내야 했다. 네팔에 있는 찬드라의 어머니는 찬드라가 실종되었다는 이야기를 듣고 충격을 받아 몸져 누웠다가 2001년 별세했다.
나중에 병원 정신과 의사의 진료 도중 찬드라가 정신병자가 아니라, 네팔 사람이라는 사실이 밝혀졌고, 찬드라는 2000년 3월에 감금 상태에서 풀려났다. 찬드라는 현재 고향으로 돌아갔으며, 가족과 함께 살고 있다. 찬드라의 안타까운 이야기를 들은 한국인들이 성금을 모아 방문했을 때도, 자신에게 일어난 일은 자신이 많이 배우지 못해 일어난 일일 뿐 한국인에게는 어떠한 감정도 없다는 이야기를 했다고 한다.
이후 2002년 11월 5일 서울지방법원 민사합의 13부는 찬드라가 대한민국 정부를 상대로 낸 소송에서 국가의 책임을 인정하여 2600만원을 손해 배상하도록 하는 일부승소 판결을 내렸다.
이 기이한 사건은 박찬욱 감독에 의해서 《믿거나 말거나, 찬드라의 경우》라는 단편 영화로 제작되었으며, 이는 옴니버스 영화 《여섯 개의 시선》의 마지막편에 들어 있다.
사연을 접한 한국인들 및 단체에서 1800만 원 정도를 모아 그녀에게 전달하며 사과하였으며, 또한 2002년 초 어느 인권단체들이 해당 정신병원과 한국 정부에 소송을 제기했고, 보상금으로 2860만 원을 받아내 그녀에게 전달했다고 한다.
네팔에서도 찬드라의 사연이 꽤 화제가 되었다고 한다. 그러나 정작 화제가 된 이유는 찬드라의 억울한 사연이 아닌 그녀가 받은 보상금 때문이었다. 수 많은 이웃 및 친척들과 사기꾼, 심지어 마오주의 반군들까지 보상금을 노리고 그녀의 집으로 찾아가 협박하거나 행패를 부리는 일들이 발생했다고 한다. (네팔의 1인당 평균 연소득이 800불(약 90만 원)이 채 안 되는데, 하물며 2000년 대 초반이었던 당시의 기준으로 수 천만 원이면 엄청나게 큰 돈이었다.)
어느 한국인의 말에 따르면, 당시 상황을 지켜보던 찬드라의 지인들은 '무려 6년이 넘는 세월 동안 말도 안 통하는 나라의 정신병원에 억울하게 갇힌 일로 받은 작은 보상을 거저 얻었다고 생각하는지 탐내는 바보들이 많다'며 한탄했다는 후문이다. 결국 찬드라는 본래 살던 곳을 떠나 잠적했으며, 네팔에서도 지금의 행적을 알 수 없다고 한다.

## 같이 보기
- 토머 언드라시 - 같은 이유로 러시아 정신 병원에 갇혔던 헝가리 사람.